# Ecteinascidia remanea
Ecteinascidia remanea är en sjöpungsart som beskrevs av Monniot 200. Ecteinascidia remanea ingår i släktet Ecteinascidia och familjen Perophoridae. Inga underarter finns listade i Catalogue of Life.